# Eシール
- e シール
- e-シール

eシール (英: Electronic seal) とは、電子文書などの電子データに対し、データの発信元と完全性を保証する添付データの1つである 。eシールは、EU規則のNo 910/2014 にて規定され、欧州単一市場内での電子取引で用いられている。

## 概要
eシールは、概念としては電子署名に近く、通常は電子署名として実装されており、電子文書が特定の法人により発行されたことの証拠として機能している。そのため、eシールは、発行後に行われた変更を検出することに加えて、作成のため使用されるデータ (通常は秘密鍵) を利用せずに偽のシールが作成されることを防ぐことが必要となる。一般的には、シールの作成に対して適切なデジタル証明書が用いられる。シールの作成には一意の秘密鍵を使用することにより否認防止、すなわち「シールを作成したエンティティ（実体）が後にシールの作成を否定すること」を防ぐことができる。シールが作成された後で文書が変更された場合は、シールは変更された文書に対して無効となる。これは、シールの作成に使用した秘密鍵に対応する公開鍵にアクセスできる誰もが確認可能となっており、シールが添付された文書の整合性が保証される。
eシールは、法人により発行された文書であることの認証に加え、ソフトウェアコードやサーバなどの法人のデジタル資産の認証にも利用することができる。電子署名とeシールの大きな違いは、後者は法人によって発行されるものに対し、前者は自然人によって発行されることである。電子署名の作成においては、文書もしくはデータへ署名する人が必要となることに対し、eシールの作成は、デジタル環境下で自動化されたプロセス内に組み込むことが可能である。

## 適格eシール
eシールにおいて、欧州内市場における電子取引に関するEU規則 No 910/2014 (eIDAS規則) に準拠したものが適格eシールである。適格eシールは、文書の発行者を長期にわたって確認することができ、法人における紙上の印章のデジタル版であるとみなすことが可能なものとなっている。eIDAS規則では、適格eシールについて、適格な証明書に基づき、適格な電子デバイスによって作成されることが求められている。